# Принц Ютландії
«Принц Ютландії» (англ. Prince of Jutland) — драматичний історичний фільм 1994 р. режисера Габріеля Акселя, адаптація данської легенди про принца Амлета.

## Сюжет
У Данії проживає феодал Горвенділ. Він відомий своєю силою і мужністю. Норвезький король Коллер став заздрити феодалу, і він викликав його на смертельний поєдинок. На кону стояли всі багатства, тому переможець забирає собі все. Під час бою Говенділ вбиває короля Коллера, йому дістаються всі багатства. Після цього випадку король Данії Рерік віддав в дружини колишньому феодалу свою доньку Геррет. Незабаром у них з'являється син Амлет.

## Ролі
- Гебріел Бірн — Фенге
- Хелен Міррен — Герут
- Крістіан Бейл — Амлет
- Брайан Кокс — Азелвін
- Кейт Бекінсейл — Етель
- Стівен Водінгтон — Рібольд
- Саскія Вікхем — Гунвор
- Енді Серкіс — Торстен
- Том Вілкінсон — король Гартвендел
- Марк Вільямс — Аслак
- Юен Бремнер — Фровін

## Критика
Рейтинг на сайті IMDb — 5,9/10.

## Цікаві факти
- У цьому фільмі зіграли дві майбутні зірки Голлівуду, Крістіан Бейл і Кейт Бекінсейл: наступного разу вони зустрінуться на знімальному майданчику фільму «Лавровий каньйон» (2002), де також зіграють закохану пару.